# Sebastian Hess (Sportwissenschaftler)
Sebastian Hess (* 20. Juli 1977 in Böblingen) ist ein deutscher Leichtathletiktrainer.
Hess studierte an der Universität Karlsruhe. Nach seinem Studium wurde er Trainer der beiden Leichtathleten Charles Friedek und Nils Winter. Friedek konnte unter ihm zwei deutsche Hallenmeistertitel und einen deutschen Freilufttitel erringen und sich zum Ende seiner Karriere für die Weltmeisterschaften 2009 in Berlin qualifizieren. Nils Winter gewann unter ihm 2009 die Silbermedaille bei den Halleneuropameisterschaften in Turin und verbesserte in diesem Wettkampf seine persönliche Bestleistung auf 8,22 Meter. Nach der Auflösung des Vereins Team ReferenzNetzwerk Leverkusen beendete Friedek seine Karriere und Winter zog zurück nach Hamburg. Hess blieb auch danach der Heimtrainer von Nils Winter.
Nach einer Auszeit stieg Hess 2020 mit dem Münchner Nachwuchsathleten Yannick Wolf wieder ins Trainergeschäft ein. Wolf konnte 2021 mit der 4-mal-100-Meter-Staffel bei den U23-Europameisterschaften den Titel holen und einen neuen Europarekord aufstellen. 2023 wurde Wolf in Kassel Deutscher Meister über die 100 Meter.
Sebastian Hess ist verheiratet und lebt im Schwarzwald.